# Campionat del Món de Clubs de futbol 2005
Campionat del Món de Clubs de la FIFA de l'any 2005. El campionat es va disputar al Japó entre l'11 i el 18 de desembre de 2005.

## Qualificació
Aquesta edició, corregí els errors de les dues primeres edicions i substituí de forma definitiva la Copa Intercontinental de futbol que ja no es tornà a disputar. El torneig es tornà a dissenyar, amb un nombre menor d'equips, esdevenint un veritable torneig de campions. Hi participaren 6 clubs, un representant per cada confederació continental. Aquests foren:
| Al-Ittihad         | Aràbia Saudita | Campió de la Copa de Campions Asiàtica de futbol 2005 |
| Liverpool F.C.     | Anglaterra     | Campió de la Lliga de Campions de la UEFA 2004/05     |
| Deportivo Saprissa | Costa Rica     | Campió de la Copa de Campions de la CONCACAF 2005     |
| Al Ahly            | Egipte         | Campió de la Copa de Campions Africana de futbol 2005 |
| São Paulo F.C.     | Brasil         | Campió de la Copa Libertadores de América 2005        |
| Sydney FC          | Austràlia      | Campió de la Copa Oceànica de Clubs 2005              |

## Format
La competició fou concebuda com un torneig per eliminatòries. Els quatre equips més dèbils s'enfrontaren en els quarts de final. Els dos vencedors s'uniren al campió europeu i sud-americà a les semifinals. Els dos campions disputaren la final mentre que els perdedors de les semifinals disputaren un partit pel tercer lloc i els dels quarts un partit per cinquè lloc.
Les seus del torneig foren:
- Estadi Olímpic de Tòquio (a Tòquio).
- Estadi Toyota (a Toyota).
- Estadi Internacional de Yokohama (a Yokohama), on es disputà la final.

## Resultats

### Primera ronda
- 11-12-2005 (Olympic Stadium: 28,281): Al-Ittihad 1–0 Al Ahly (Noor 78)
- 12-12-2005 (Toyota Stadium: 28,538): Sydney FC 0–1 Deportivo Saprissa (Bolaños 47)

### Semifinals
- 14-12-2005 (Olympic Stadium: 31,510): Al Ittihad 2–3 São Paulo (Noor 33, Al-Montashari 68; Amoroso 16, 47, Rogério Ceni pen 57)
- 15-12-2005 (International Stadium: 43,902): Deportivo Saprissa 0–3 Liverpool (Crouch 3, 58, Gerrard 32)

### Cinquè lloc
- 16-12-2005 (Olympic Stadium: 15,951): Al Ahly 1–2 Sydney FC (Moteab 45; Yorke 35, Carney 66)

### Tercer lloc
- 18-12-2005 (International Stadium: 66,821): Al Ittihad 2–3 Deportivo Saprissa (Kallon 28, Job pen 53; Saborío 13, pen 85; Gómez 89)

### Final
- 18-12-2005 (International Stadium Yokohama: 66,821): São Paulo 1–0 Liverpool (Mineiro 27)

## Premis del torneig
- Pilota d'or: Rogerio Ceni (São Paulo)
- Pilota d'argent: Steven Gerrard (Liverpool)
- Pilota de bronze: Cristian Bolaños (Deportivo Saprissa)